# Claudio Villi
Claudio Villi (Trieste, 22 marzo 1922 – Roma, 18 dicembre 1996) è stato un politico e fisico italiano.

## Biografia
Partigiano attivo durante la Resistenza sin dagli anni della maturità, dopo il diploma al Liceo Classico "F. Petrarca" di Trieste si laureò – a conclusione della seconda guerra mondiale e dopo tante peripezie – in fisica presso l'Università di Trieste nel 1951. Nello stesso anno, iniziò la carriera accademica come assistente agli istituti di fisica sia dell'Università di Trieste che in quella di Padova, fin quando, conseguita la libera docenza in fisica teorica nel 1955, trascorse periodi di ricerca all'esterno, prevalentemente in Inghilterra e al CERN di Ginevra. Nel 1956, assieme a Ezio Clementel,  propose un modello teorico dell'interazione elettromagnetica fra elettroni e protoni del nucleo atomico, poi denominato modello Clementel-Villi, precursore del modello Hofstadter-Mössbauer, elaborato pochi anni dopo da Robert Hofstadter e Rudolf Ludwig Mössbauer, grazie a cui vinsero il Premio Nobel per la fisica nel 1962.
Nel 1960, Villi vinse la cattedra di fisica teorica dell'Università di Parma, e l'anno successivo passò alla nuova cattedra di fisica nucleare dell'Università di Padova, dove concluderà la carriera accademica nel 1992. Tenne pure per incarico l'insegnamento di metodi matematici della fisica. Dalla sua istituzione, ricoprì anche incarichi dirigenziali presso il Comitato nazionale per l'energia nucleare (CNEN).
Assieme a Paolo Budinich e Abdus Salam, nel 1964 fondò l'International Center for Theoretical Physics (ICTP) di Trieste, nonché fu promotore, assieme ad Antonio Rostagni, dell'istituzione dei Laboratori nazionali di Legnaro, internamente all'INFN di cui Villi fu presidente dal 1970 al 1976, quando iniziò la sua carriera politica come senatore della VII Legislatura, eletto nelle liste del PCI. In questa nuova veste, promosse anche la fondazione della SISSA di Trieste.
Autore di numerose pubblicazioni scientifiche prevalentemente di fisica nucleare teorica, insignito di vari premi e riconoscimenti nazionali e internazionali (fra cui, il premio Battelle dell'Università di Stanford, nel 1962), fu altresì membro e socio di diverse istituzioni e accademie scientifiche e culturali, italiane e straniere.